# Parigi-Roubaix 1985
La Parigi-Roubaix 1985, ottantatreesima edizione della corsa, fu disputata il 14 aprile 1985, per un percorso totale di 268 km. Fu vinta dal francese Marc Madiot, giunto al traguardo con il tempo di 7h21'10" alla media di 36,44 km/h.
Presero il via da Compiègne 172 ciclisti, 35 di essi tagliarono il traguardo a Roubaix.

## Ordine d'arrivo (Top 10)
| Pos. | Corridore           | Squadra       | Tempo   |
| ---- | ------------------- | ------------- | ------- |
| 1    | Marc Madiot         | Renault-Elf   | 7h21'10 |
| 2    | Bruno Wojtinek      | Renault-Elf   | a 1'57" |
| 3    | Sean Kelly          | Skil-Sem      | a 2'09" |
| 4    | Greg LeMond         | La Vie Claire | s.t.    |
| 5    | Rudy Dhaenens       | Hitachi       | s.t.    |
| 6    | Eddy Planckaert     | Panasonic     | s.t.    |
| 7    | Jozef Lieckens      | Lotto         | s.t.    |
| 8    | Hennie Kuiper       | Verandalux    | a 3'03" |
| 9    | Adrie van der Poel  | Kwantum       | s.t.    |
| 10   | Ferdi Van Den Haute | La Redoute    | a 5'04" |